# Polyalthia sumatrana
Polyalthia sumatrana är en kirimojaväxtart som beskrevs av George King. Polyalthia sumatrana ingår i släktet Polyalthia och familjen kirimojaväxter. Inga underarter finns listade i Catalogue of Life.